# Port lotniczy Mzuzu
Port lotniczy Mzuzu – port lotniczy zlokalizowany w mieście Mzuzu, w Malawi.